# Fritz Reichert (Sportwissenschaftler)
Fritz Reichert (* 1925; † 1. September 2011) war ein deutscher Sportwissenschaftler, Hochschullehrer und Skisportfunktionär.

## Leben
Reichert war wissenschaftlicher Assistent am Institut für Körpererziehung der Universität Leipzig und ab 1953 an der Deutschen Hochschule für Körperkultur (DHfK) in Leipzig. 1956 wurde seine Dissertation „Der Einfluss der Skiform auf die Richtungsänderungen in der Abfahrt“ angenommen. Bis 1960 hatte er an der DHfK eine Stelle als wissenschaftlicher Oberassistent am Institut für Wassersport, Wintersport und Touristik inne, ehe er als Dozent und dann als Leiter des Wissenschaftsbereiches Wintersport tätig wurde. In seiner Forschungsarbeit befasste er sich unter anderem mit trainingsmethodischen Aspekten des Skilanglaufs, wertete Wettkampf und Training der Weltspitze in dieser Sportart aus und nahm den Aspekt des Wachsens von Langlaufskiern unter die Lupe. Bereits 1962 hatte er mit Edelfrid Buggel das „Skilehrbuch“ vorgelegt, welches 1967 um das Werk „Zum Training und zur Technik in den Skidisziplinen: Ergänzungen zum Skilehrbuch für Studenten der DHfK“ erweitert wurde. 1967 folgte ebenfalls in Zusammenarbeit mit Siegfried Lorenz das Buch „Skilanglauf: Anleitung“. 1976 brachte Reichert mit Klaus Nitzsche und Eckart Henker mit „Zur Vervollkommnung des Skilauftrainings in der 1. Förderstufe“ ein weiteres Lehrbuch heraus.
1980 schloss Reichert, der den Spitznamen „Doktor Taille“ erhielt, seine Promotion B zum Thema „Die konditionellen Fähigkeiten im Skilanglauf - ihre Bestimmung und Entwicklung im Training: Beitrag zur Theorie und Methodik des Trainings in Langzeitausdauersportarten“ ab. In den 1980er Jahren befasste er sich neben Aspekten der Skitechnik unter anderem auch leistungsphysiologischen Themen. Fortan war er im Rang eines Professors an der DHfK tätig. Von 1972 bis 1985 hatte er auch das Amt des Prodekans der Fakultät für Sportmethodik inne. Er führte das Institut für Wintersport, bis er 1985 aus gesundheitlichen Gründen aus dem Dienst scheiden musste.
Reichert wird zugeschrieben, mit seinem wissenschaftlichen Wirken in Zusammenarbeit mit dem Deutschen-Skiläufer-Verband (DSLV) der Deutschen Demokratischen Republik die Leistungsentwicklung im Spitzenbereich des Skilanglaufs stark vorangebracht zu haben.
Auf sportpolitischer Ebene war Reichert von 1960 bis 1978 Mitglied des Trainerrates Skilanglauf und von 1964 bis 1970 dessen Leiter, von 1968 bis 1985 amtierte er als Vorsitzender der Kommission für Skilehrer beim Staatssekretariat für Körperkultur und Sport. Zudem war er im Zeitraum 1964 bis 1979 in der Leistungskommission des Deutschen Turn- und Sportbunds Mitglied der Arbeitsgruppe Ausdauer. Zudem war Reichert Mitglied des Präsidiums des Deutschen-Skiläufer-Verbandes. Er wurde für seine Tätigkeiten mit der Pestalozzi-Medaille, der Humboldt-Medaille sowie dem Banner der Arbeit geehrt.